# Літо в Журавлиному
«Літо в Журавлиному» — радянський телефільм 1974 року, знятий режисером Віктором Стороженком на студії «Укртелефільм».

## Сюжет
За романом Д. І. Бедзика. Присвячений трудівникам колгоспних полів.

## У ролях
- Оксана Григорович — Аннушка
- Галина Логінова — Марина
- Анатолій Салімоненко — Гордій Байда
- Лесь Сердюк — Антон Шаблій
- Дмитро Франько — Семен Миронець
- Василь Довжик — тракторист

## Знімальна група
- Режисер — Віктор Стороженко
- Сценарист — Юрій Бедзик
- Оператор — Олександр Бузилевич